# Jane Delano
 (mars 2020).
Si vous disposez d'ouvrages ou d'articles de référence ou si vous connaissez des sites web de qualité traitant du thème abordé ici, merci de compléter l'article en donnant les références utiles à sa vérifiabilité et en les liant à la section « Notes et références ».
Jane Arminda Delano (née la 13 mars 1862 à Montour Falls dans l'État de New York, États-Unis et morte le 15 avril 1919 à Savenay en Loire-Atlantique, France), est une infirmière, fondatrice et directrice du service de soins infirmiers de la Croix-Rouge américaine, notamment pendant la Première Guerre mondiale.

## Biographie

### Vie personnelle
Membre de la famille Delano (en), et donc descendante de l'un des premiers colons de l'Amérique du Nord, Philippe de La Noye (1602-1681), Jane Delano a suivi les cours de la Cook Academy, un internat baptiste situé dans sa ville natale, puis a étudié les soins infirmiers à l'école du Bellevue Hospital (en) à New York. Elle y obtient son diplôme en 1886.

### Vie professionnelle
Elle commence à travailler en 1888, à l'hôpital de Jacksonville, en Floride, en s'occupant des victimes d'une épidémie de fièvre jaune. Là, elle démontre sa compétence dans l'organisation et l'administration des actes de soins pour les patients dont elle a la charge. Quittant la Floride, Jane Delano passe ensuite trois ans à s'occuper de malades atteints de la fièvre typhoïde dans une mine de cuivre à Bisbee, en Arizona, jusqu'à ce qu'elle accepte le poste de surintendante des infirmières à l'hôpital de l'université de Philadelphie, en Pennsylvanie.
En 1898, lors de la Guerre hispano-américaine, Jane Delano devient membre du Chapitre de New York de la Croix-Rouge américaine et prend en charge le secrétariat du recrutement des infirmières. En 1902, elle retourne à l'Hôpital Bellevue à New York en tant que directrice de l'école de formation des infirmières, où elle reste jusqu'en 1909, lorsqu'elle devient surintendante du corps infirmier de l'Armée des États-Unis. Parallèlement, sa contribution inestimable à sa profession la conduit à être nommée présidente de l'American Nurses Association et présidente du Service de soins infirmiers du Comité national de la Croix-Rouge.
Jane Delao, une des principales pionnières de la profession moderne d'infirmière, crée presque à elle seule le Service de soins infirmiers du Comité national de la Croix-Rouge lorsqu'elle unit les ressources de l'American Nurses Association, le corps d'armée des infirmiers, et de la Croix-Rouge Américaine. Grâce à ses efforts, les équipes d'intervention d'urgence sont organisées pour les secours en cas de catastrophe et plus de 8 000 infirmières et infirmiers sont formés et prêts à entrer en action lorsque les États-Unis prennent part à la Première Guerre mondiale. Au cours des hostilités, plus de 20 000 de ses infirmières joué un rôle crucial avec l'armée des États-Unis. Pour sa contribution au conflit, Jane Delano a reçu l'Army Distinguished Service Medal, remise par le Secrétaire de l'Armée de terre.

### Mort

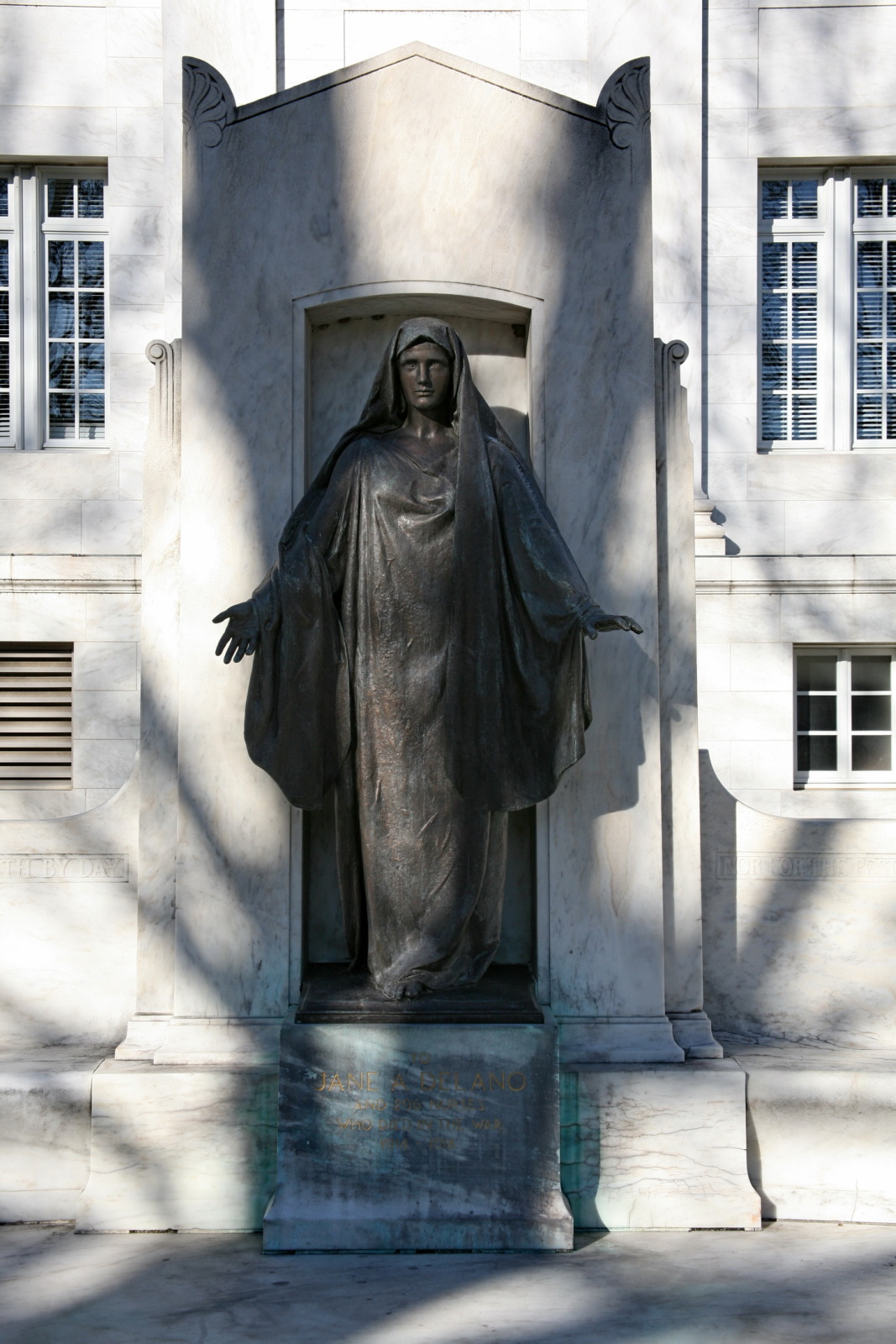
Monument à Jane Delano et aux Infirmières qui sont morts en service durant la Première Guerre mondiale (1933), siège de Croix-Rouge Américaine, à Washington.

Jane Delano meurt en France, où elle est en mission pour la Croix-Rouge, à l'Hôpital militaire no 8 de Savenay, en Loire-Inférieure, et est enterrée dans un cimetière de cette commune de la vallée de la Loire. Sa mission visait à participer, en tant que représentante de la Croix-Rouge américaine, à la conférence préliminaire des travailleurs de la Croix-Rouge et des experts médicaux du monde entier qui devait se tenir à Cannes. Jane Delano reçoit l'Army Distinguished Service Medal à titre posthume, et, l'année suivant sa mort, sa dépouille est ramenée aux États-Unis par l'Army Quartermaster Corps puis inhumée dans la section réservée aux infirmières du cimetière national d'Arlington. Au sommet de la colline surplombant cette section, un monument de bronze à la mémoire de Jane Delano et de 296 infirmières qui ont perdu la vie pendant la Première Guerre mondiale est dressé par les services funéraires de l'Armée avant l'inhumation de Jane Delano, qui a lieu le 18 septembre 1920. Un certain nombre de représentants de la Croix-Rouge américaine, les officiers du Corps médical de l'Armée, et une délégation d'infirmières en uniforme assistent à l'enterrement. Un détachement de troupes de l'Armée et une fanfare militaire de Fort Myers font office d'escorte au corps quand il est conduit dans un caveau du cimetière d'Arlington. Tout était silencieux lorsque le taps a retenti au-dessus de la tombe de Jane Delano.

Un texte accompagne la citation de « Miss Jane A. Delano » : 

Par décision du Président et en vertu des dispositions de la loi du Congrès approuvée le 9 juillet 1918, la Distinguished Service Medal a été décernée à titre posthume à MISS JANE A. DELANO pour service exceptionnellement méritoire et remarquable en tant que directrice du département des soins infirmiers de la Croix-Rouge américaine. Elle a déployé sa grande énergie et a utilisé son influence puissante parmi les infirmières du pays pour obtenir des enrôlements dans la Croix-Rouge américaine. Grâce à ses grands efforts et son dévouement, dix-huit mille sept cent trente-deux infirmières se sont engagées et ont été transférées au corps infirmier de l'Armée pour servir pendant la guerre. Ainsi, elle a été un agent important pour soutenir le Service Médical dans les soins apportés aux malades et aux blessés.
Jane Delano a été honorée à de nombreuses reprises pour son dévouement envers l'humanité. Elle a été nommée à l'American Nurses Association Hall of Fame (en), et à l'hôpital du Comté de Schuyler à Dix, dans l'État de New York, il existe un « mémorial Jane Delano », avec une exposition d'objets personnels, y compris un certain nombre de ses récompenses et de médailles. En 1990, le National Nursing Advisory Committee constitue la « Jane Delano Society » pour assurer l'implication des soins infirmiers à tous les niveaux de la Croix-Rouge et veiller à la préservation des objets qui retracent l'histoire des soins infirmiers de la Croix-Rouge.

## Publications
- Jane A. Delano et Isabel McIsaac, American Red Cross Textbook on Elementary Hygiene and Home, Philadelphie, P. Blakiston's Son & Co., 1913